# Big air
Big air (även Big Air)  är en disciplin inom snowboard- och skidåkningen. Åkaren åker utför ett större hopp med lång luftfärd och höjd och genomför sina trick (bland annat skruvar och så kallade grabs vilket innebär att åkaren tar tag i skidorna eller snowboarden).
Under tävlingar bedöms åkaren efter flera kategorier. Svårighetsgrad, höjd, landning samt en stilbedömning av hela utförandet.
Ett vanligt trick som ofta förekommer på big air-tävlingar är en så kallad "dubbel cork 1260".
Man kan också göra ett baklängeshopp som kallas "switch". Det finns flera tävlingar men den största är X Games där det finns alla möjliga tävlingar inom skidor, skoter och snowboard. 